# Nanchen
Nanchen (kinesiska: 南辰, 南辰乡) är en socken i Kina. Den ligger i provinsen Jiangsu, i den östra delen av landet, omkring 300 kilometer norr om provinshuvudstaden Nanjing. Antalet invånare är 15180. Befolkningen består av 7 965 kvinnor och 7 215 män. Barn under 15 år utgör 24,0 %, vuxna 15-64 år 64 %, och äldre över 65 år 10,0 %.
Genomsnittlig årsnederbörd är 1 024 millimeter. Den regnigaste månaden är juli, med i genomsnitt 321 mm nederbörd, och den torraste är januari, med 9 mm nederbörd.